# Why Me? Why Not.
Why Me? Why Not. es el segundo álbum de estudio del cantante y compositor británico Liam Gallagher, fue lanzado el 20 de septiembre de 2019 por Warner Bros. Ha sido anunciado el 12 de junio de 2019, el álbum muestra un tono más afilado y más duro comparable al Dig Out Your Soul de Oasis de 2008, como se presentó dos sencillos "Shockwave" y "The River". "Shockwave" se convirtió en el segundo hit en solitario más alto de Gallagher hasta la fecha en el Reino Unido, alcanzando un lugar más bajo que su sencillo "Wall of Glass".

## Antecedentes
Liam Gallagher, el excantante de la banda de rock Oasis, hizo una exitosa reaparición tras la ruptura de su banda post-Oasis y Beady Eye con As You Were (2017), que alcanzó el puesto número uno en las listas británicas, superando a la todo el top 10 combinado y vio una reacción positiva de la crítica y la audiencia. 
Gallagher confirmó el trabajo en su segundo álbum a principios de 2018, reuniéndose con el famoso productor Greg Kurstin y Andrew Wyatt, ambos involucrados en su álbum de debut anterior. El álbum también presenta a su hijo Gene tocando bongos en la pista "One of Us".

## Recepción crítica
Why Me? Why Not. ha recibido principalmente críticas positivas, que destacan la manera en la que expande el sonido de As You Were. En Metacritic, el álbum recibe una puntuación media de 74.

## Lista de canciones
| Standard edition |                           |               |          |  |
| N.º              | Título                    | Producido (s) | Duración |  |
| 1.               | «Shockwave»               | Kurstin       | 3:31     |  |
| 2.               | «One of Us»               | Wyatt         | 3:25     |  |
| 3.               | «Once»                    | Wyatt         | 3:33     |  |
| 4.               | «Now That I’ve Found You» |               | 3:20     |  |
| 5.               | «Halo»                    | Kurstin       | 3:58     |  |
| 6.               | «Why Me? Why Not.»        |               | 3:38     |  |
| 7.               | «Be Still»                | Kurstin       | 2:59     |  |
| 8.               | «Alright Now»             | Wyatt         | 3:47     |  |
| 9.               | «Meadow»                  | Kurstin       | 4:05     |  |
| 10.              | «The River»               | Wyatt         | 3:26     |  |
| 11.              | «Gone»                    | Wyatt         | 3:46     |  |

| Deluxe edition bonus tracks |                 |               |          |  |
| N.º                         | Título          | Producido (s) | Duración |  |
| 12.                         | «Invisible Sun» |               | 3:35     |  |
| 13.                         | «Misunderstood» |               | 4:16     |  |
| 14.                         | «Glimmer»       |               | 3:41     |  |